# Gastrancistrus plectroniae
Gastrancistrus plectroniae är en stekelart som först beskrevs av Jean Risbec 1960.  Gastrancistrus plectroniae ingår i släktet Gastrancistrus och familjen puppglanssteklar. Inga underarter finns listade i Catalogue of Life.